# Crkva sv. Duha u Gornjem Humcu
Crkva sv. Duha u Gornjem Humcu, općina Pučišća, zaštićeno kulturno dobro

## Opis dobra
Crkva sv. Duha podignuta je u 14. st. u jednostavnim gotičkim oblicima. Jednobrodna građevina s polukružnom apsidom presvođena je bačvastim svodom. Iznad pročelja je zvonik na preslicu.

## Zaštita
Pod oznakom Z-5511 zavedena je kao nepokretno kulturno dobro - pojedinačno, pravna statusa zaštićena kulturnog dobra, klasificirano kao "sakralna graditeljska baština".